# 縫殿寮
縫殿寮（日语：／／ ）是日本律令制中務省辖下主管女官人事事务和缝纫监督的机构。本条目内容包括后来并入縫殿寮的律令机构--縫部司。

## 职掌
縫殿寮的主要职责是监督宫廷内服装的制作，以及管理後宮宫女。据说它的前身是内藏衣縫造，「内藏」是律令時代以前日本皇室的仓库，与后宫、皇室有关的事务息息相关。因此，人们认为该机构作为皇室的家政机构的作用比作为国家行政机构的作用更大。
在律令制初期的奈良时代，縫殿寮只监督宫廷内服装的制作，实际服装制造是由後宮的縫司负责。另一方面，宫廷以外的官员服装生产是由大藏省縫部司负责，縫部司的前身是大藏衣縫造，“大藏”是律令時代以前大和王权負責處理各國貢物的仓库，相当于大和王权的国库。平安时代的大同3年 (808年)縫部司 (负责官员服装生产)被縫殿寮兼并时，縫殿寮也开始直接负责官员服装生产，不再只是皇室的家政机构。不过11世纪后半叶，內藏寮设立了为天皇制作服装的御服所，取代縫殿寮的职责。

## 附属机构
- 縫司：縫司是后宫职员之一，掌管衣服裁縫。[4]
- 糸所：9世纪下半叶作为縫殿寮的附属机构成立，主要工作是紡紗。

## 职员
縫殿寮所属职员有：
- 頭（從五位下相当）　一名
- 助（從六位上相当）　一名
- 允（從七位上相当）　一名
- 大属（從八位下相当）一名
- 少属（大初位上相当）一名

- 史生　新設
- 寮掌　新設

- 使部
- 直丁

- 染師　808年废除
- 縫部　原属縫部司
- 染手　原属縫部司

糸所
- 預　　一名
- 官人代一名
- 女孺
- 刀自